# Asa Fitch
Se procura o membro do 12.º Congresso dos Estados Unidos da América, veja Asa Fitch (político)

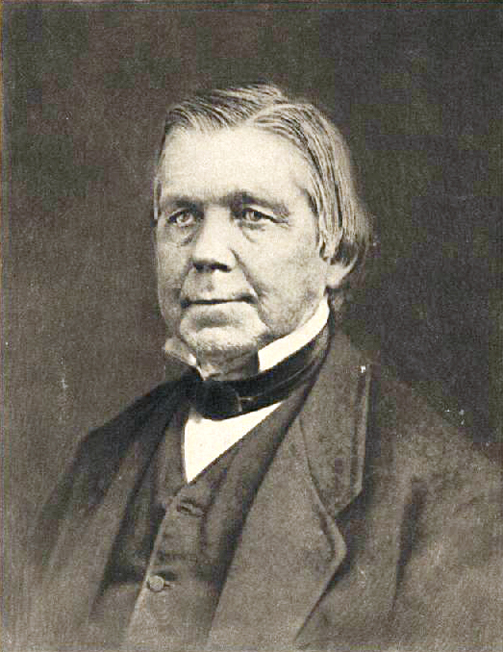
O entomólogo Asa Fitch.

Asa Fitch (Salem (Nova Iorque), 24 de Fevereiro de 1809 — Salem, New York, 8 de Abril de 1879) foi um entomologista norte-americano que se destacou no estudo dos afídeos, notabilizando-se pela identificação do insecto que causa a filoxera nas vinhas. 
Os seus estudos iniciais versaram a História Natural e a Medicina, tendo frequentado o então recém-formado Rensselaer Polytechnic Institute, tendo-se aí formado em 1827.  Depois de ter iniciado funções como médico, em 1838 decidiu iniciar estudos na área da agricultura e da entomologia, começando nesse ano a colectar e estudar os insectos do estado de New York.
Em 1854 foi nomeado como o primeiro entomologista profissional da New York State Agricultural Society (Sociedade de Agricultura do Estado de New York), pago e nomeado pelo estado de New York. Estas funções fizeram dele o primeiro entomologista profissional dos Estados Unidos da América.
Os vastos estudos que empreendeu sobre os insectos com importância agronómica ajudaram os cientistas e agricultores a entender as causas das principais doenças vegetais e a delinear estratégias mais eficazes de combate aos seus efeitos.
Muitos dos seus blocos de notas estão no Smithsonian Institution, revelando o seu percurso como cientista e como agrónomo. Para além da filoxera da vinha, Fitch também descobriu, em 1856, a mosca Cuterebra emasculator, que causa o berne (miíase nodular) nos roedores. 
Fez os seus estudos no Rensselaer Polytechnic Institute, tendo pertencido à classe de 1827, razão pela qual em Outubro de 1999 foi nomeado como um dos membros do RPI Alumni Hall of Fame, uma galeria que homenageia os antigos alunos de Rensselaer que se distinguiram.